# Jasmine Estates
Jasmine Estates statisztikai település az USA Florida államában, Pasco megyében. Lakosainak száma 21 525 fő (2020. április 1.).

## Népesség
A település népességének változása:

| 2000 | 18 989 |
| 2020 | 21 525 |